# Galū Sālār
Galū Sālār (persiska: گلو سالار, Golūsālār) är en ort i Iran.   Den ligger i provinsen Kerman, i den centrala delen av landet, 800 km sydost om huvudstaden Teheran. Galū Sālār ligger 1 885 meter över havet och antalet invånare är 131.
Terrängen runt Galū Sālār är huvudsakligen kuperad, men västerut är den platt.Runt Galū Sālār är det glesbefolkat, med 13 invånare per kvadratkilometer. Närmaste större samhälle är Khenāmān, 2,8 km norr om Galū Sālār. Trakten runt Galū Sālār är ofruktbar med lite eller ingen växtlighet.